# Hemistena lata
Hemistena lata är en musselart som först beskrevs av Rafinesque 1820.  Hemistena lata ingår i släktet Hemistena och familjen målarmusslor. IUCN kategoriserar arten globalt som akut hotad. Inga underarter finns listade i Catalogue of Life.